# 文化的オムニボア
文化的オムニボア（ぶんかてきオムニボア、英: Cultural Omnivores）とは文化社会学上の理論で、オムニボアとは雑食性という意味である。
日本における文化的オムニボアの傾向については、片岡栄美（当時関東学院大学社会学科教授、後に駒澤大学社会学科教授）らが調査研究の結果を踏まえ1990年代から指摘しており、高位置者は文化的ユニボアではなく文化的オムニボアの傾向にあることをSSM調査（神戸SSM調査：1995）、川崎市郵送調査「ライフスタイルと文化に関する意識調査」(1998) などから考察している。また、日本人男性は高学歴者であっても「ルサンチマン」を回避するためハイカルチャーのみではなく雑多な文化に属する、とも指摘。ここでいう大衆文化には漫画・アニメ・パチンコ・競馬なども含まれる。特に日本男性の場合は「コミュニケーション能力」が重視されるので、どのような文化階層者とも付き合いを強制されるため、このような結果となった、とする。さらに同時にハイカルチャーにのみ属する男性は社会的（特に企業社会・官公庁社会）に排除されることも分かった。また「文化的オムニボア」は若い男性ほど傾向が強くなることも分かった。これに対し、女性の場合は高学歴者ほどハイカルチャー志向であり、これによりジェンダーバイアスが認められた。したがって日本男性には文化資本の再生産は認められないが日本女性には文化資本の再生産が認められるという結果となった（後に世界的に同じ傾向であることがわかった）。日本における「文化的オムニボア」傾向の指摘は、欧米などの他の研究と同様の傾向が日本でも認められることを先駆的に指摘する成果となった。
2015年、成蹊大学の小林盾と東京大学の大林真也は階層と社会意識全国調査を行った（第1回SSP調査）。高級文化（クラシック音楽と美術展）と中間文化（小説）の頻度を幾何平均で調査した結果、文化的オムニボアが52.5％存在した。高い階層的地位が文化的オムニボアを促進したことも分かり、日本社会における文化活動はピエール・ブルデューの指摘した排他的なものではないことも分かった。
村井重樹は食文化に置いても文化的オムニボアが一般的であることも指摘している。また、三浦展は著書『格差固定』にて「若年層は若い世代はソーシャル系と文化的オムニボア」と指摘している。

## 評価
都築一治は
と評価している。

### 論文
- 片岡栄美「文化的オムニボア再考 ―複数ハビトゥスと文脈の概念からみた文化実践の多次元性と測定」『駒澤社会学研究』第50巻、2018年3月、17-60頁、ISSN 0389-9918、NAID 120006408398、OCLC 635868716。
- 小林, 盾、大林, 真也「分析社会学の応用」『理論と方法』第31巻第2号、数理社会学会、2016年、304-317頁、doi:10.11218/ojjams.31.304、ISSN 0913-1442、NAID 130005292264、OCLC 746939229。
- 村井, 重樹「食の実践と卓越化 : ブルデュー社会学の視座とその展開」『三田社会学』第20巻、三田社会学会、2015年7月、124-137頁、ISSN 1349-1458、NAID 120005682719、OCLC 990402738。
- 都築一治「価値尺度と文化階層（社会学部開校20周年記念論文集）」『流通経済大学社会学部論叢』第20巻第2号、流通経済大学、2010年3月、71-90頁、ISSN 0917-222X、NAID 110010007752、OCLC 835769537。
- 片岡栄美「現代日本におけるメリトクラシーの構造 ―1995年SSM調査による学歴達成過程の分析を中心に」『日本教育社会学会大会発表要旨集録』第49巻、1997年、295-296頁。
- 片岡栄美「現代女性にとっての文化資本の意味 ―文化資本の転換効果に関する実証的研究」『関東学院大学文学部紀要』第76巻、1995年、103-128頁、doi:10.5690/kantoh.2002.30、ISSN 0286-1216、NAID 40000571032、OCLC 175051357。

### 書籍
- 三浦, 展『格差固定 下流社会10年後調査から見える実態』光文社、2015年7月17日。ASIN 4334978312。ISBN 978-4334978310。 NCID BB19082850。OCLC 919181513。全国書誌番号:22617909。ASIN B075KGW8FM（Kindle版）。